# (5004) Bruch
(5004) Bruch – planetoida z pasa głównego asteroid okrążająca Słońce w ciągu 3 lat i 130 dni w średniej odległości 2,24 j.a. Została odkryta 8 września 1988 roku przez Freimuta Börngena. Przed nadaniem nazwy planetoida nosiła oznaczenie tymczasowe (5004) 1988 RR3.